# Muhittin Böcek

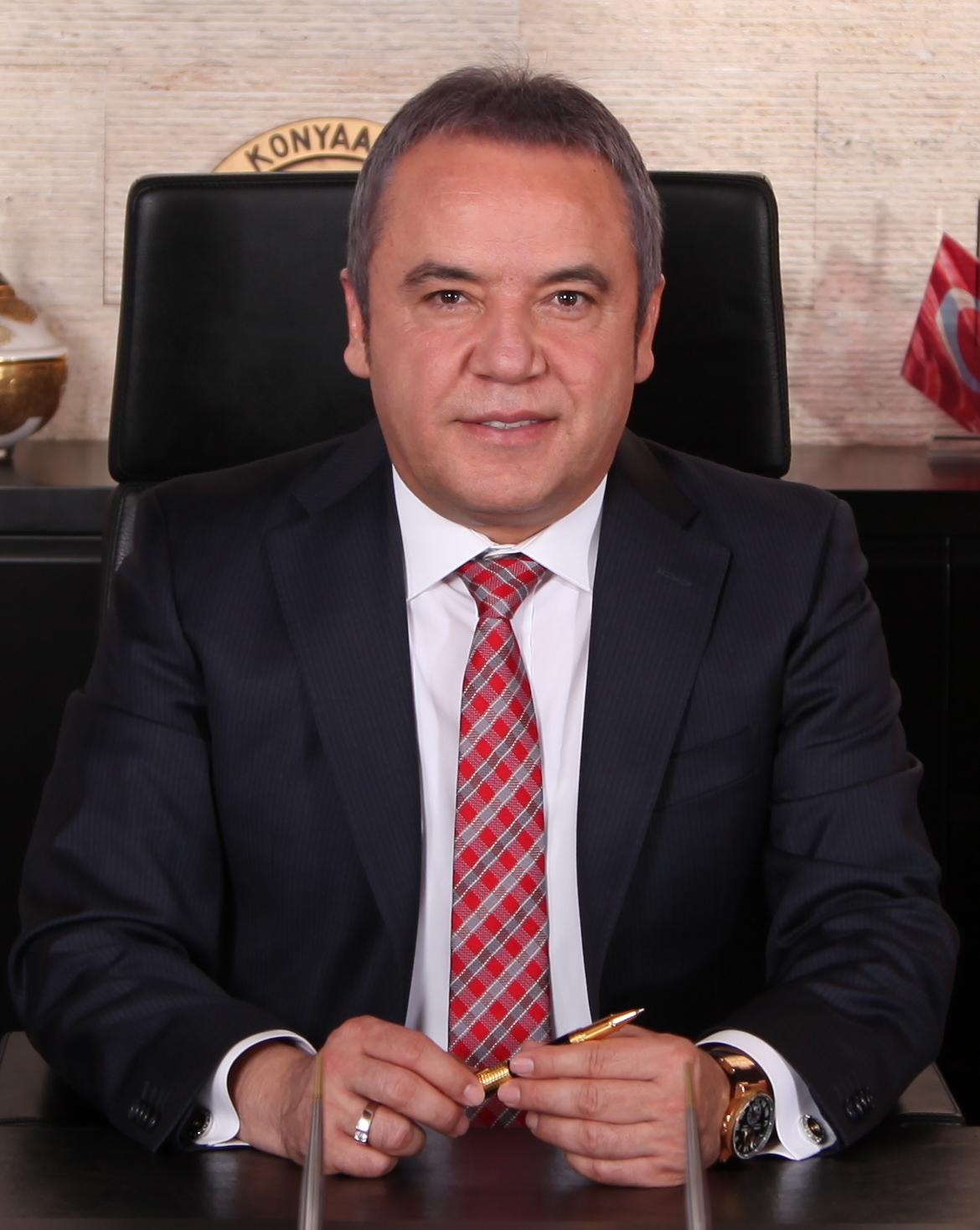
Muhittin Böcek, 2020

Muhittin Böcek (* 25. Oktober 1962 in Konyaaltı, Antalya) ist ein türkischer Politiker der Republikanischen Volkspartei (CHP). Er ist seit April 2019 Bürgermeister der Großstadtkommune Antalya.

## Leben
Nachdem Böcek seine Schulzeit in seiner Heimatstadt Antalya absolviert hatte, war er in der Landwirtschaftsproduktion und im Transportwesen tätig. Des Weiteren verfügt er über einen Bildungsabschluss in den Fächern Öffentlichkeitsarbeit, Wirtschaftswissenschaft, Öffentliche Verwaltung und Politikwissenschaften.
Bei den Kommunalwahlen 1999 wurde er – damals noch für die Mutterlandspartei (ANAP), deren Landkreisvorsitzender er zuvor war – zum Bürgermeister von Konyaaltı gewählt. Fünf Jahre später trat er für die CHP an und wurde erneut ins Amt gewählt, das er bis zu den Kommunalwahlen 2019 auch behalten konnte. Bei diesen trat er für das Amt des Oberbürgermeisters an und wurde mit rund 50,6 % gewählt. Er übernahm das Amt von Menderes Türel von der AKP.
Böcek ist verheiratet und hat ein Kind.